# Saint-Jeanvrin
Saint-Jeanvrin är en kommun i departementet Cher i regionen Centre-Val de Loire i de centrala delarna av Frankrike. Kommunen ligger  i kantonen Châteaumeillant som tillhör arrondissementet Saint-Amand-Montrond. År 2022 hade Saint-Jeanvrin 166 invånare.

## Befolkningsutveckling
Antalet invånare i kommunen Saint-Jeanvrin
Referens:INSEE